# Antonio Campilongo
Antonio Campilongo (ur. 18 listopada 1911 w Buenos Aires, zm. ?) – argentyński piłkarz, grający podczas kariery na pozycji napastnika.

## Kariera klubowa
Antonio Campilongo piłkarską karierę rozpoczął w Sportivo Barracas Bolívar w 1927. W latach 1931–1939 występował CA Platense. W 1939 wyjechał do Włoch, gdzie przez rok był zawodnikiem Romy. W barwach Romy zadebiutował 17 września 1939 w wygranym 2-0 meczu z Bologną.

## Kariera reprezentacyjna
W 1935 Campilongo uczestniczył w Mistrzostwach Ameryki Południowej, na których Argentyna zajęła drugie miejsce. Na turnieju w Peru był rezerwowym i nie wystąpił w żadnym meczu. Nigdy nie zdołał zadebiutować w reprezentacji Argentyny.